# Metaphycus sylvaticus
Metaphycus sylvaticus är en stekelart som beskrevs av Annecke och Mynhardt 1972. Metaphycus sylvaticus ingår i släktet Metaphycus och familjen sköldlussteklar.
Artens utbredningsområde är Zimbabwe. Inga underarter finns listade i Catalogue of Life.